# Clem Tholet
Clem Tholet (1948 – 6 de outubro de 2004) foi um cantor rodesiano que se tornou popular na década de 1970 por suas canções patrióticas rodesianas. Ele atingiu o auge de sua fama durante a Guerra Civil da Rodésia.

## Biografia
Clem Tholet nasceu em Salisbury, Rodésia do Sul em 1948 e começou a escrever canções, enquanto ele era um estudante de arte em Durban, África do Sul. Uma de suas primeiras canções, Vagabond Gun foi vencedor do  South Africa Music Festival  em 1966. Tholet mais tarde mudou-se de volta para a Rodésia para trabalhar em publicidade. Ele começou a ca
ntar no Troubadour, em Salisbury na Rua Angwa. Lá ele conheceu Sue Eccles e Andy Dillon. Eles formaram um grupo chamado The Kinfolk. Em seguida, eles mudaram-se para a África do Sul, e, pouco depois de se mudar para Joanesburgo, Eccles deixou o grupo.
Tholet e Andy formaram um novo grupo com Yvonne Raff, que eles chamaram de The Legend Trio. Este novo trio começou a cantar no "Troubadour", e também participaram de algumas National Folk Fests do SAFMA.
Tholet casou-se com Jean Smith (filha do Primeiro-Ministro da Rodésia, Ian Smith), em 1967.
Tholet embarcou em uma carreira solo, gravando alguns singles com Arte Heatlie em Trutone. Mel Miller, Peter Leroy e Sylvia Stott, brevemente, juntaram-se a Tholet para formar um grupo em 1970. Tholet mudou-se de volta para a Rodésia em 1971. Ele fez uma série de programas de televisão rodesianos e apresentou um programa de rádio, chamado Folk on the Rock.
Tholet gravou o seu primeiro álbum de Songs of Love & War na Shed Studios. Tholet escreveu e produziu o seu próprio álbum. O álbum foi premiado com um Disco de Ouro. Ele escreveu a trilha sonora e músicas para o filme da C. I. S.  What A Time it Was   e a música tema para um filme de honrar os soldados da Rodésia, Tsanga, Tsanga.
 Ele produziu um segundo álbum no Shed Estúdios, chamado Two Sides to Every Story, antes de voltar para a África do Sul. Depois de viver e trabalhar na indústria de propaganda por muitos anos na Cidade do Cabo, Tholet faleceu em 6 de outubro de 2004, depois de ter sofrido os efeitos de uma debilitante doença por um vários anos.
Seu último disco, Arquivos, foi vendido como uma arrecadação de fundos para beneficiar a Flame Lily Foundation, um projeto buscando fornecer fundos à ex-moradores da Rodésia na África do Sul, cujas pensões foram cortadas pelo governo do Zimbábue.

## Discografia

### Álbuns
| Álbum                    | Ano  | Gravadora | Notas                                                                         |
| ------------------------ | ---- | --------- | ----------------------------------------------------------------------------- |
| Songs of Love & War      | 1979 | Teal      | Gold Disc Award                                                               |
| Two Sides to Every Story | 197? | Teal      |                                                                               |
| Archives                 | 2004 | RND       | Vendido como um evento de arrecadação de fundos para pensionistas rodesianos. |

### Singles
| Solteiros            | Ano  | Gravadora                               | Notas |
| -------------------- | ---- | --------------------------------------- | ----- |
| Vagabond Gun         | 1966 | Vencedor do South Africa Music Festival |       |
| The Cold Side        | 1968 | Renown                                  |       |
| Mirror of My Mind    | 1968 | Renown                                  |       |
| With Pen in Hand     | 1968 | Renown                                  |       |
| True Love is a Tear  | 1968 | Renown                                  |       |
| Vrystaat             | 1969 | Renown                                  |       |
| Rhodesians Never Die | 1973 | Blackberry                              |       |
| Hey, Hey Jerome      | 1973 | Blackberry                              |       |
| Peace Dream          | 1977 | Teal                                    |       |
| The Last Farewell    | 1978 | Teal                                    |       |
| The Last Farewell    | 1978 | Teal                                    |       |
| What a Time it Was   | 1978 | Teal                                    |       |
| Zambesi, Zimbabwe    | 1980 | Stanyan                                 |       |
| Sunny Days and Rain  | 1980 | Stanyan                                 |       |
| Used Car Dealer      | 1980 | Stanyan                                 |       |
| Somebody Else's Song | 1981 | Stanyan                                 |       |

### Trilhas Sonoras de Filmes
| What a Time it Was              |
| What a Time it Was              |
| Golden Days                     |
| With His Hands                  |
| Peace Dream                     |
| If the World Had Another Hitler |
| Tsanga, Tsanga                  |